# 시청각장애
시청각장애(Deafblindness)는 시각 장애와 청각 장애를 동시에 갖고 있는 상태이다. 각 개인마다 시각 장애와 청각 장애의 정도는 다르다. 이러한 본질적인 다양성 때문에, 각 시각 중복 장애 개인의 생활 방식, 의사소통, 교육 및 직업에 대한 요구는 독립적으로 생활할 수 있는 능력을 향상시키기 위해 이중 양식 결핍의 정도에 따라 다루어져야 한다. 1994년에는 미국 거주자 중 약 35,000~40,000명이 의학적으로 시각 중복 장애를 겪는 것으로 추정되었다. 로라 브리지먼은 잘 교육받은 것으로 알려진 최초의 미국 시각 중복 장애인이었다. 헬렌 켈러는 교육받은 시각 중복 장애인의 잘 알려진 예시였다. 시각 중복 장애 공동체가 시야를 넓히고 기회를 얻을 수 있도록 평생의 사명을 다하기 위해, 1967년 의회 법률에 따라 헬렌 켈러 시각 중복 장애 청소년 및 성인 국립 센터(헬렌 켈러 국립 센터 또는 HKNC라고도 함)가 샌즈 포인트, 뉴욕에 거주 교육 프로그램을 개설하였다.
시각 중복 장애 공동체는 농인 공동체와 유사하게 자체 문화를 가지고 있다. 시각 중복 장애 공동체 구성원들은 다양한 배경을 가지고 있지만, 유사한 경험과 시각 중복 장애인이라는 공통적이고 동질적인 이해로 하나가 된다. 일부 시각 중복 장애인들은 자신들의 상태를 정체성의 일부로 본다.

## 역학
시각 중복 장애의 의학적 상태는 다양한 형태로 나타난다. 어떤 사람들에게는 유전적 결함으로 인해 선천적으로 발생할 수 있으며, 다른 사람들에게는 시각 또는 청각 또는 둘 다의 감각 양상 손실을 초래하는 질병이나 사고의 형태로 갑자기 발생한다. 어떤 사람은 농인으로 태어나 나중에 시각 장애인이 되거나 그 반대가 될 수도 있다. 시각 중복 장애의 모든 경우에는 이 상태의 많은 가능한 발병과 원인이 존재하며, 일부는 점진적으로 발생하고 다른 일부는 예상치 못하게 갑자기 발생한다. 시각 중복 장애의 진단은 증상과 원인에 따라 특정 유형으로 의학적으로 분류될 수 있다.
시각 중복 장애의 두 가지 주요 유형은 선천성 및 후천성이다.:36–74
선천성 시각 중복 장애: 출생 시부터의 시각 중복 장애 상태
- 임신 합병증[8]:50–67
  - 알코올/약물 영향
    - 태아 알코올 증후군

  - 조산의 결과
  - 질병/감염으로 인한 원인
    - 풍진
    - 에이즈
    - 거대세포바이러스
    - 선천 매독
    - 톡소플라스마증
- 유전 질환 (출생 시부터 나타남)[6][8]:37–49
  - 이상/증후군 (수많은 유전적 결함이 시각 중복 장애의 의학적 상태에 기여할 수 있으며, 그중 일부 잘 알려진 증후군은 다음과 같다)
    - CHARGE 증후군
    - 점진성 백내장을 동반한 달팽이관 낭성 퇴행
    - 다운 증후군
    - 마샬 증후군
    - 선천성 풍진 증후군
    - 스틱클러 증후군
    - 13번 염색체 삼염색체성

후천성 시각 중복 장애: 나중에 발병하는 시각 중복 장애 상태
- 유전 질환 (나중에 나타남)[8]:37–49
  - 어셔 증후군
  - 알포트 증후군
- 연령 관련 감각 양상 손실 (시각 또는 청각 또는 둘 다)[9]
- 수막염과 같은 질병
- 신체적 손상[8]:68–74
  - 뇌 손상/외상성 뇌손상
  - 뇌졸중
  - 영구적인 신체 손상 (시각 또는 청각 관련)

## 의사소통
시각 중복 장애인들은 상태의 특성, 발병 연령, 이용 가능한 자원에 따라 여러 가지 다른 방식으로 의사소통한다. 예를 들어, 농인으로 성장하여 나중에 시각을 잃은 사람은 수화 (시각적으로 변형되거나 촉각 형태로)를 사용할 가능성이 높다. 시각 장애인으로 성장하여 나중에 농인이 된 사람은 구어/문어의 촉각적 방식을 사용할 가능성이 더 높다. 의사소통 방법은 다음과 같다:
- 잔존 청각 사용 (명확하게 말하기, 보청기 또는 인공와우) 또는 시각 사용 (제한된 시야 내에서 수화하기, 큰 글씨로 쓰기)
- 촉각 수화, 수화 또는 미국 수화 문자 또는 농맹인 문자 (일명 "양손 수동")와 같은 촉각 또는 시각적 변형을 사용하는 수동 문자
- 수화통역 서비스 (예: 수화 통역사 또는 의사소통 보조원)
- 텔라터치 또는 텔레점자 및 스크린 점자 통신기로 알려진 전산화된 버전과 같은 통신 장치
- 타도마, 촉각 양식
- 사각형 문자, 촉각 가이드라인을 따라 쓰는 방법
- 프랑스어 수화 어족의 미국 수화와 관련된 촉각 언어인 촉각 수화

다감각 방법은 시각 중복 장애인의 의사소통 기술을 향상시키는 데 사용되었다. 이러한 방법은 발달 지연이 있는 매우 어린 아이들 (의도 전 의사소통에 도움을 주기 위해), 학습 장애가 있는 젊은이들, 그리고 치매를 앓는 사람들을 포함한 노인들에게 가르칠 수 있다. 그러한 과정 중 하나가 Tacpac이다.
시각 중복 장애인들은 종종 지원 서비스 제공자(SSP)로 알려진 사람들의 도움을 받는데, 이들은 일상적인 심부름, 낯선 환경에서 시각 중복 장애인을 안내하고, 시각 중복 장애인과 다른 사람 간의 의사소통을 촉진하는 등의 작업을 돕는다.

## 기술
그래픽 점자 디스플레이는 지도, 이미지 및 스프레드시트나 방정식과 같이 여러 줄 디스플레이 기능이 필요한 텍스트 데이터와 같은 그래픽 데이터를 감지하는 데 사용될 수 있다. 시장에서 구할 수 있는 그래픽 점자 디스플레이는 DV-2 (KGS), 하이퍼점자, TACTISPLAY Table/Walk (Tactisplay Corp.)이다. 예를 들어, TACTISPLAY Table은 한 페이지에 120*100 해상도의 재생 가능한 점자 그래픽을 표시할 수 있다.

## 대중문화
연극 기적을 만든 사람들 (1959)은 영화 미라클 워커 (1962)로 각색되었는데, 앤 설리번이 헬렌 켈러를 시각과 청각 장애의 세계에서 끌어내기 위한 노력을 담고 있다.
더 후의 음반 Tommy (음반) (1969)은 노래를 통해 토미라는 이름의 시각 중복 장애인 함묵 소년의 일생을 연속적으로 이야기한다.
발리우드 영화 블랙 (영화) (2005)에는 라니 무케르지가 미셸 맥널리라는 시각 중복 장애인 캐릭터로 출연했다.
영화 마리의 이야기 (2014)는 시각 중복 장애인 여성인 마리 외르탱 (1885-1921)의 어린 시절과 교육을 다룬다.
하벤 기르마, 하버드 법학대학원을 졸업한 최초의 시각 중복 장애인으로, 자서전 《하벤: 하버드 법학대학원을 정복한 시각 중복 장애인 여성》 (2019)을 출간했다.
필링 스루 (2019)는 더그 롤랜드가 감독한 미국 단편 영화 드라마 영화로, 시각 중복 장애인 배우 (로버트 타랑고)가 주연을 맡은 최초의 영화이며, 십대와 시각 중복 장애인 남성에 관한 이야기이다. 이 영화는 2021년 아카데미 단편 영화상 후보에 올랐다.
시각의 지속은 존 발리의 1978년 중편 소설로, 시각 및 청각 장애 공동체의 삶을 묘사한다.

## 같이 보기
- 촉각 수화
- 만져서 알 수 있는 상징 체계
- 침묵과 어둠의 나라
- 토미 (록 오페라)
- 흰지팡이 (시각 장애인이 걷는 것을 돕기 위해 사용)